# Sellnickochthonius foliatifer
Sellnickochthonius foliatifer är en kvalsterart som beskrevs av Sandór Mahunka 1982. Sellnickochthonius foliatifer ingår i släktet Sellnickochthonius och familjen Brachychthoniidae. Inga underarter finns listade i Catalogue of Life.